# 셜리 M. 틸먼

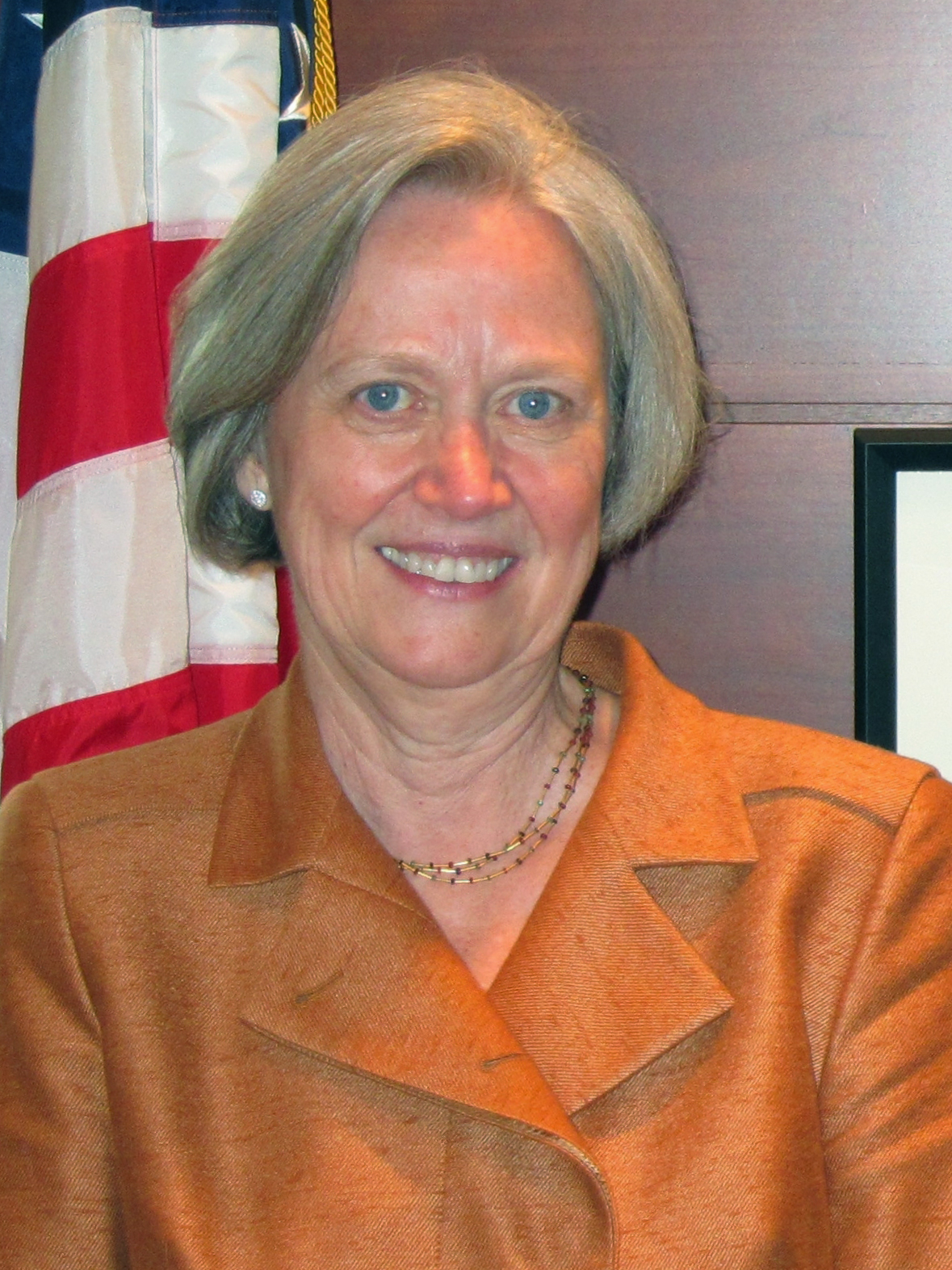

셜리 M. 틸먼(Shirley M. Tilghman, Shirley Marie Tilghman, OC FRS, /ˈtɪlmən/; née Caldwell, 1946년 9월 17일 ~ )는 분자생물학 분야의 캐나다 학자이자 학술 행정가이다. 현재 분자 생물학 및 공공 정책 교수이자 프린스턴 대학의 명예 총장이다. 2002년 디스커버지는 그녀를 과학계에서 가장 중요한 50명의 여성 중 한 명으로 선정했다.
틸먼은 프린스턴 대학의 19대 총장이었다. 아이비 리그에서 그 자리를 차지한 최초의 여성이자 두 번째 여성 회장이었다. 틸먼은 또한 프린스턴 회장직을 맡은 최초의 생물학자였다. 프린스턴의 5번째 외국 태생 총장이며 캐나다에서 태어난 두 번째 학자로서 그 자리에 선출되었다.
분자 생물학 분야의 리더인 틸먼은 총장으로 임명되기 전 15년 동안 프린스턴 교수진의 일원이었다. 분자 생물학 교수로 프린스턴 교수진으로 돌아왔다. 그 자격으로 그녀는 루이스-시글러 통합 유전체학 연구소(Lewis-Sigler Institute of Integrative Genomics)에 교수진으로 복귀했다. 틸먼은 현재 연구에 종사하고 있지 않지만, 선배를 위한 선배 논문을 포함하여 독립적인 연구에서 학부생에게 적극적으로 조언한다.
틸먼은 또한 글로벌 과학 커뮤니티에서 리더십 위치를 계속 유지하고 있다. 그녀는 2015년 미국 세포 생물학 학회 회장이었다.